# Glyptosceloides
Glyptosceloides là một chi bọ cánh cứng trong họ Chrysomelidae.
Chi này được miêu tả khoa học năm 1994 bởi Askevold & Flowers.

## Các loài
Chi này gồm các loài:
- Glyptosceloides dentatus Askevold & Flowers, 1994